# International Churches of Christ
Em cristianismo, a Igreja de Cristo Internacional(pt-BR), do inglês International Churches of Christ (sigla: ICoC) é uma igreja mais voltada ao indivíduo, apesar de ter seus cultos em locais, através de Jesus Cristo, presente em vários países do mundo. O principal projeto social da ICoC é chamado de HOPE.
Em seu começo humilde em 1979 em Lexington, Massachusetts, com aproximadamente 30 membros; a congregação Igreja de Cristo de Boston que faz parte da Igreja de Cristo Internacional, e tem hoje 690 congregações com 110 mil membros. Quem iniciou a ICoC foi o jovem evangelista chamado Kip McKean. Porém, junto com o seu sucesso da ICoC, chegou também um notável grau de oposição, segundo a revista TIME, de diversos grupos.   

## História

### Origens no movimento Stone-Campbell
A ICoC tem suas raízes em um movimento que remonta ao período do Segundo Grande Despertar (1790–1870) da América do início do século XIX. Barton W. Stone e Alexander Campbell são creditados com o que é hoje conhecido como o Movimento Stone-Campbell ou de Restauração. Há vários ramos do movimento de Restauração e a ICoC foi formada dentro das Igrejas de Cristo.

### De Gainesville a Boston: anos 70 a 80
Entre os primeiros conversos em Gainesville estava um estudante chamado Kip McKean, que havia sido orientado pessoalmente por Chuck Lucas. Thomas 'Kip' McKean, nascido em Indianapolis, Indiana, completou um curso enquanto treinava em Crossroads e depois serviu como ministro do campus em várias localidades da Igreja de Cristo. Em 1979, seu ministério cresceu de poucos indivíduos para mais de trezentos, tornando-o o ministério de campus da Igreja de Cristo que mais cresce na América. McKean então se mudou para Massachusetts, onde assumiu a liderança da Igreja de Cristo de Lexington (que logo seria chamada de Igreja de Cristo de Boston). Baseando-se nas estratégias iniciais de Lucas, McKean apenas concordou em liderar a igreja em Lexington, desde que cada membro concordasse em ser "totalmente comprometido". A igreja cresceu de 30 membros para 3.000 em pouco mais de 10 anos, no que ficou conhecido como o "Movimento de Boston".

### A ICoC: anos 90
O movimento foi reconhecido pela primeira vez como um grupo religioso independente em 1992, quando John Vaughn, um especialista em crescimento da igreja no Fuller Theological Seminary, listou-os como uma entidade separada.

### A ICoC: 2000s
O crescimento numérico começou a desacelerar. Começando no final da década de 1990, surgiram problemas quando a autoridade moral de McKean como líder do movimento entrou em questão. Em novembro de 2002, ele pediu demissão do cargo e, pessoalmente, pediu desculpas por citar arrogância, raiva e excesso de foco em metas numéricas como fonte de sua decisão.

### A ICoC: 2020 planos
Em 2010, a equipe de serviço evangelistas formulado um "plano de Visão 2020", que todas as trinta regionais famílias das igrejas têm um plano para evangelizar a sua área geográfica do mundo. O plano abrange a necessidade de fortalecer as igrejas pequenas existentes e plantar novas igrejas.

## Igreja de Cristo Internacional no Brasil
A Igreja de Cristo Internacional de São Paulo (ICoCSP) é parte da ICoC, tendo sido a primeira no Brasil (localmente [bɾaˈziw] escutarⓘ), e surgiu a partir do sonho de 15 discípulos que, apaixonados pela missão de evangelizar o mundo, deixaram a Igreja de Cristo Internacional de Nova York para espalhar a mensagem de Jesus aos brasileiros. Em maio de 1987, sob a liderança de Mike e Anne-Brigitte Taliaferro, estes discípulos (dentre os quais 2 brasileiros) desembarcaram em São Paulo.
A igreja de São Paulo foi responsável pelas implantações das igrejas em diversas regiões do Brasil e até em outro país.

## Membros
Tabela resumo do número aproximado de membros da ICoC no mundo:
| Número de membros em 1979 | Número de membros em 1991  | Número de membros em 2008   | Número de membros atual   |
| ------------------------- | -------------------------- | --------------------------- | ------------------------- |
| 30 (Trinta)               | 37.000 (Trinta e sete mil) | 88.000 (Oitenta e oito mil) | 110.000 (Cento e dez mil) |

## Crenças
Deus: Pai, Filho e Espírito Santo (Atos 2:22-36, Romanos 8:12-28). A Bíblia é a Palavra de Deus (1 Timóteo 4:13; 2 Timóteo 3:16-17; 4:1-5; Hebreus 4:12-13). Evangelho: "Nossa motivação de amar a Deus, amar uns aos outros e amar o perdido é motivada pelo amor de Deus por nós, demonstrado, em sua maior forma, pela morte sacrificial de Jesus Cristo em uma cruz por nossa causa (2 Coríntios 5:14-21; 1 João 3:16; Lucas 10:27)." A Resposta Individual: "Nossa santidade na vida diária é um mandamento de Deus (Efésios 1:1; 2:1-4; 1 Tessalonicenses 4:3-8; 1 João 2:15-17)." A Igreja: "Buscamos e mantemos laços com outras congregações, solicitando, dando e recebendo ajuda e influência espiritual (1 Pedro 5:5)."

## Práticas
São realizados cultos de domingo e de meio de semana, dentre outros eventos. Há a divisão em diversos ministérios (a exemplo do dos Solteiros), onde cada ministério realiza atividades mais voltadas para as pessoas com o perfil mais apropriado, a exemplo de festas, vigílias, orações e outras atividades.
Existem os chamados "Bate Papos"; que são pequenos grupos de pessoas da ICoC que saem geralmente para evangelizar nas praças, casas, escolas e afins direcionada aos não-cristãos para um primeiro contato com a Bíblia e a ICoC.